# 1975년 지중해 게임
1975년 지중해 게임(아랍어: ألعاب البحر الأبيض المتوسط 1975)은 제7회 지중해 게임으로 1975년 8월 23일부터 9월 6일까지 알제리 알제에서 열렸다. 15개국 2444명의 선수가 참가했으며 18개 종목이 진행되었다. 
이탈리아가 가장 많은 금메달과 메달을 획득하면서 종합 메달 순위 1위에 올랐다.

## 종목
- 농구
- 레슬링
- 배구
- 복싱
- 사격
- 사이클
- 수구
- 수영
- 역도
- 요트
- 유도
- 육상
- 체조
- 축구
- 탁구
- 테니스
- 펜싱
- 핸드볼

## 참가국
제7회 지중해 게임에는 총 15개 국가가 참가했다.
- 그리스 (169)
- 레바논 (91)
- 리비아 (40)
- 모나코 (4)
- 모로코 (198)
- 몰타 (29)
- 스페인 (238)
- 시리아 (177)
- 알제리 (314)  (개최국)
- 유고슬라비아 (300)
- 이탈리아 (269)
- 이집트 (124)
- 튀니지 (123)
- 튀르키예 (204)
- 프랑스 (164)

## 메달 집계
개최국
| 순위 | 국가         | 금메달 | 은메달 | 동메달 | 합계 |
| ---- | ------------ | ------ | ------ | ------ | ---- |
| 1    | 이탈리아     | 51     | 40     | 36     | 127  |
| 2    | 프랑스       | 31     | 25     | 23     | 79   |
| 3    | 유고슬라비아 | 24     | 17     | 23     | 64   |
| 4    | 스페인       | 14     | 27     | 29     | 70   |
| 5    | 튀르키예     | 12     | 11     | 8      | 31   |
| 6    | 그리스       | 9      | 12     | 16     | 37   |
| 7    | 이집트       | 6      | 12     | 15     | 33   |
| 8    | 알제리       | 4      | 7      | 9      | 20   |
| 9    | 시리아       | 3      | 2      | 11     | 16   |
| 10   | 튀니지       | 3      | 2      | 2      | 7    |
| 11   | 레바논       | 3      | 0      | 1      | 4    |
| 12   | 모로코       | 0      | 4      | 4      | 8    |
| 13   | 리비아       | 0      | 1      | 2      | 3    |
| 합계 | 합계         | 160    | 160    | 179    | 499  |